# Севда Костова
Вижте пояснителната страница за други личности с името Севда.
Севдалина Димитрова Костова е българска писателка (романистка, пътеписка, есеистка, поетеса) и преводачка от румънски език.

## Биография
Родена е на 3 ноември 1921 г. в Добрич. Завършва полукласическия отдел на Смесената гимназия „Цар Борис III“ в Добрич през 1941 г., а през следващата година посещава курс и получава свидетелство от Универсално кулинарно изкуство за профила „Готварство и сладкарство“. Това обяснява последните две книги на Севда Костова, издадени през 2002 г.: „Сладкарска книга“ и „Тестени ястия на фурна“. През 1955 г. съставя сборник със 150 народни песни „Песента остава“. Все по същото време започва да работи върху преводи на приказките на румънския класик Йон Крянга, както и върху поезията на румънския поет Михай Еминеску, от когото превежда 1250 стиха. Осем от нейните преводи на Еминеску са поместени в сборника от поредицата „Световна класика“ – „Румънски класици“ (1973). През 1965 г. Севда Костова започва оригиналната си писателска работа с философските есета „Брехт срещу Шекспир“ и „За еманципацията на жената“. Първото е отпечатано едва през 1990 г. в шест последователни броя на в. „Днес“. Прави дебют и в пътеписния жанр, създавайки есеистичния пътепис „Писма за Германия“ (1969).
В началото на следващото десетилетие Севда Костова се ориентира към нов белетристичен жанр – романа, черпейки сюжетите си главно от световната митология. Излиза романът ѝ „Без място в света“ (1972), а една година по-късно започва работа върху романа епопея „Пенелопеида“, чийто сюжет е основан върху Омировия епос.
През 1982 г. създава автобиографичния роман „Спомени от детството ми“, с вариант за заглавие „Земя и корени“, който е и роман за съдбата на Добруджа в годините на румънската власт, а през 1984 г. написва следващата си книга – романа за „великото преселение на народите“ – „Чеда на Вотан“, две години по-късно започва епистоларния роман „Отронени листа, отбрулени листа“, който изоставя, за да започне друг, посветен на живота на Иисус – „Благовестие на Мариам“, завършен около 1994 г. През 1999 г. заради романа „Пенелопеида“ (1993) е предложена за Нобелова награда.
Севда Костова умира на 11 февруари 2002 г. във Варна.

## Награди и отличия
- Носителка на наградата „Блага Димитрова“, с романа си „Благовестието на Мариам“ – 1999
- Предложена за Нобелова награда – 1999